# (32785) 1989 CU1
(32785) 1989 CU1 là một tiểu hành tinh vành đai chính. Nó được phát hiện bởi Yoshiaki Oshima ở Gekko Observatory ở Shizuoka Prefecture of Nhật Bản, ngày 10 tháng 2 năm 1989.